# Cheboksary
Cheboksary (tiếng Nga: Чебокса́ры, chuyển tự: Cheboksáry, IPA: [tɕɪbɐˈksarɨ]; tiếng Chuvash: Шупашкар, chuyển tự Šupaškar) là một thành phố và thủ đô của nước Cộng hoà Chuvash, Nga. Đây là một thành phố cảng trên sông Volga. Dân số:. 453.700 (2004); 440.621 (điều tra dân số 2002); 419.592 (điều tra dân số 1989).Nơi đây có một thành phố vệ tinh Novocheboksarsk cách khoảng sáu km về phía đông với dân số 125.857 (điều tra dân số 2002).

## Lịch sử
Nó được đề cập lần đầu tiên vào năm 1469, khi những người lính Nga đi qua đây trên đường đến Hãn quốc Kazan. Tuy nhiên, theo các cuộc khai quật khảo cổ học, khu vực này đã có dân cư cách đó lâu hơn rất nhiều. Địa điểm này có tàn tích của thành phố Veda Suvar của Bulgaria, được thành lập sau khi quân Mông Cổ xâm lược Volga Bulgaria vào thế kỷ 13. Trong thời kỳ Hãn quốc, một số người tin rằng đô thị này có tên Turk là Çabaqsar.
Năm 1555, người Nga đã xây dựng pháo đài và thành lập khu định cư tại đây. Năm 1625, có 458 binh lính tập trung tại Cheboksary, và vào năm 1646, có 661 nam giới sống trong khu định cư. Vào cuối thế kỷ 17, Cheboksary được coi là một thành phố thương mại lớn của vùng Volga. Đến năm 1781, nó đã được cấp vị thế thành phố, khi ấy thuộc tỉnh Kazan. Vào đầu thế kỷ 19, Cheboksary có một xưởng cưa và một số nhà máy sản xuất nhỏ.
Vào đầu thế kỷ 20, thành phố chỉ có khoảng 5.100 người sinh sống. Đến năm 1965, dân số đã tăng lên thành 163.000 người.

## Địa vị hành chính
Trong khuôn khổ của các đơn vị hành chính, Thành phố trực thuộc nước cộng hòa Cheboksary bao gồm Cheboksary cùng với 2 khu dân cư nhỏ hơn. Đây là một đơn vị hành chính có địa vị ngang bằng với các huyện. Là một đơn vị đô thị, Thành phố trực thuộc nước cộng hòa Cheboksary được hợp thành Okrug đô thị Cheboksary.

## Địa lý
Thành phố nằm trên bờ hồ chứa nước Cheboksary. Diện tích của nó là 250,9 km vuông (96,9 sq mi). Thành phố vệ tinh Novocheboksarsk nằm cách Cheboksary khoảng 6 km (3,7 mi) về phía đông.

## Kinh tế
Cheboksary nằm gần đập Cheboksary, với công suất lên tới 1.404 MW. Công trình này có một hồ chứa rộng 2.274 km vuông (878 sq mi). Cheboksary là nơi đặt trụ sở chính của một trong những doanh nghiệp cơ khí nặng lớn nhất thế giới.

## Nhân khẩu
Dân số của Cheboksary chủ yếu bao gồm hai nhóm dân tộc là người Chuvash (62%) và người Nga (34%). Hôn nhân giữa các dân tộc khá phổ biến.

## Giao thông

### Giao thông công cộng trong thành phố
Một hệ thống xe điện bánh hơi, xe buýt và xe buýt nhỏ rộng khắp thành phố giúp đi đến tất cả các khu vực của Cheboksary một cách nhanh chóng và thuận tiện. Có một số hãng taxi hoạt động trong thành phố. Taxi chính thức có giá dưới 6 đô la để đi lại giữa hầu hết các điểm trong thành phố.

### Đường thủy
Vì sông Volga chảy qua Chuvashia, nên Cheboksary là điểm dừng chân thường xuyên của nhiều chuyến du lịch bằng thuyền đi dọc các thành phố lớn bên con sông này. Về phía nam, có thể đi thẳng đến Volgograd, Rostov-na-Donu, Astrakhan, biển Caspi và biển Đen. Về phía tây, sông Volga nối Cheboksary với Nizhny Novgorod, Yaroslavl, Moskva và các vùng phía bắc của Nga. Bằng cách sử dụng tàu thuyền, có thể đưa hàng hóa từ các cảng sông của Chuvashia đến Saint Petersburg, Novorossiysk (trên biển Đen), Astrakhan và các cảng nằm trên sông Danube. Tuy nhiên, sông này bị đóng băng từ tháng 12 đến tháng 4.

### Đường hàng không
Sân bay Cheboksary (IATA CSY, ICAO UWKS, là sân bay quốc tế từ năm 1995) tiếp nhận cả máy bay chở hàng lẫn máy bay chở khách thuộc mọi loại và kích cỡ. Thường xuyên có các chuyến bay theo lịch trình đến Moskva và các điểm đến khác. Hãng hàng không Chuvashia Airlines có trụ sở tại sân bay này cho đến khi ngừng hoạt động vào năm 2009. Cheboksary nằm cách sân bay quốc tế Strigino của Nizhny Novgorod khoảng 4 giờ lái xe, nơi có nhiều đường bay hơn.

## Giáo dục
Các cơ sở giáo dục bao gồm Đại học Quốc gia Chuvashia, Học viện Nông nghiệp Quốc gia Chuvashia, Đại học Sư phạm Quốc gia Chuvashia và Trường Kỹ thuật Hợp tác Cheboksary.

## Hình ảnh

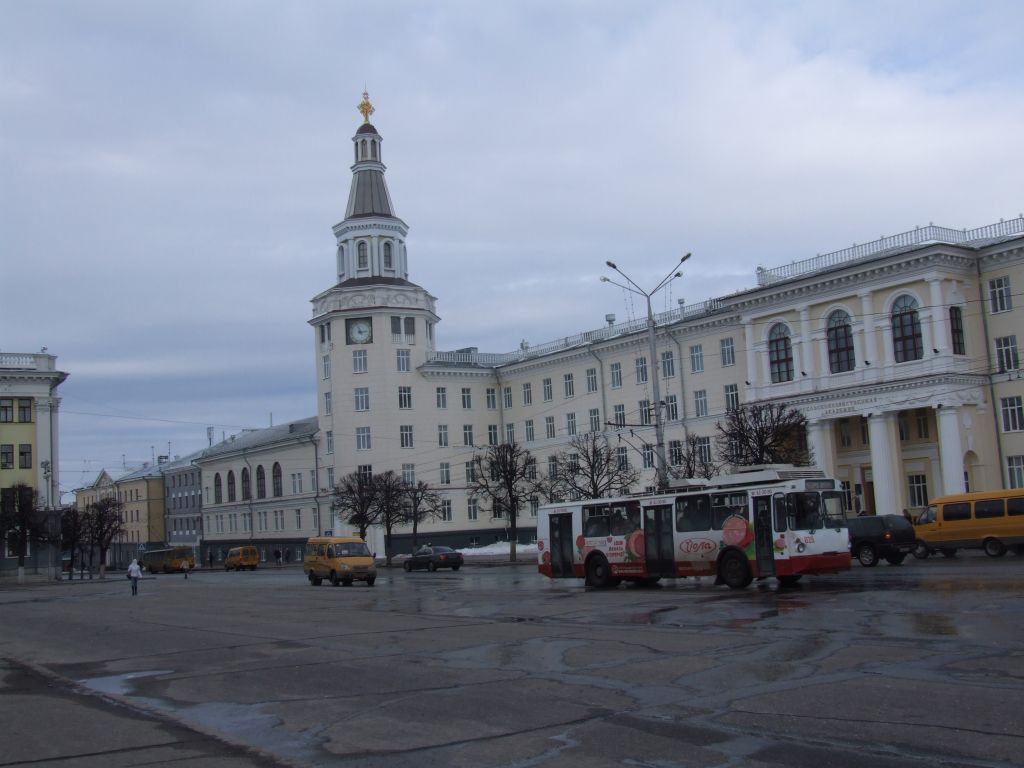
Học viện Nông nghiệp Cheboksary
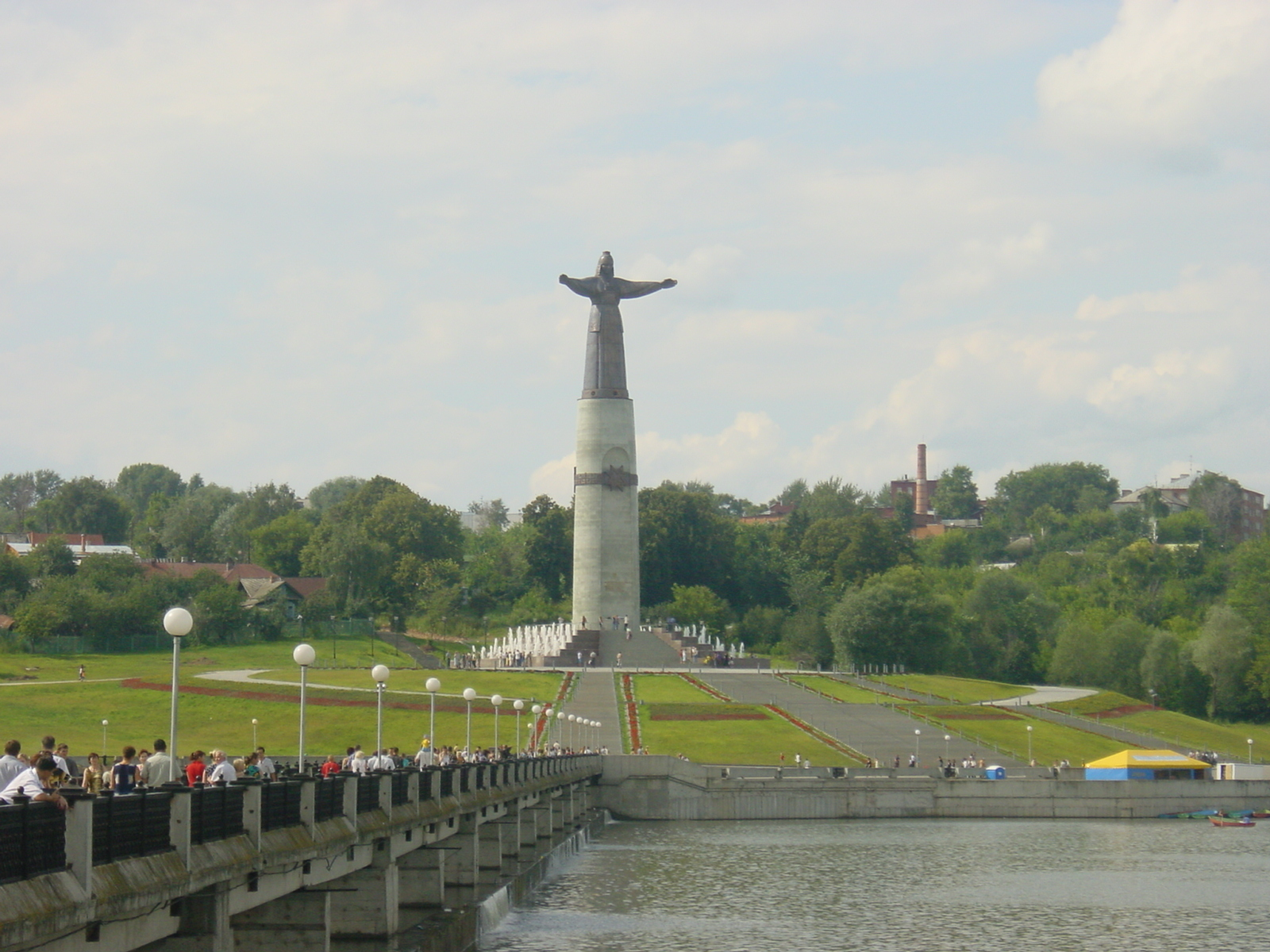
Tượng đài ở trung tâm thành phố
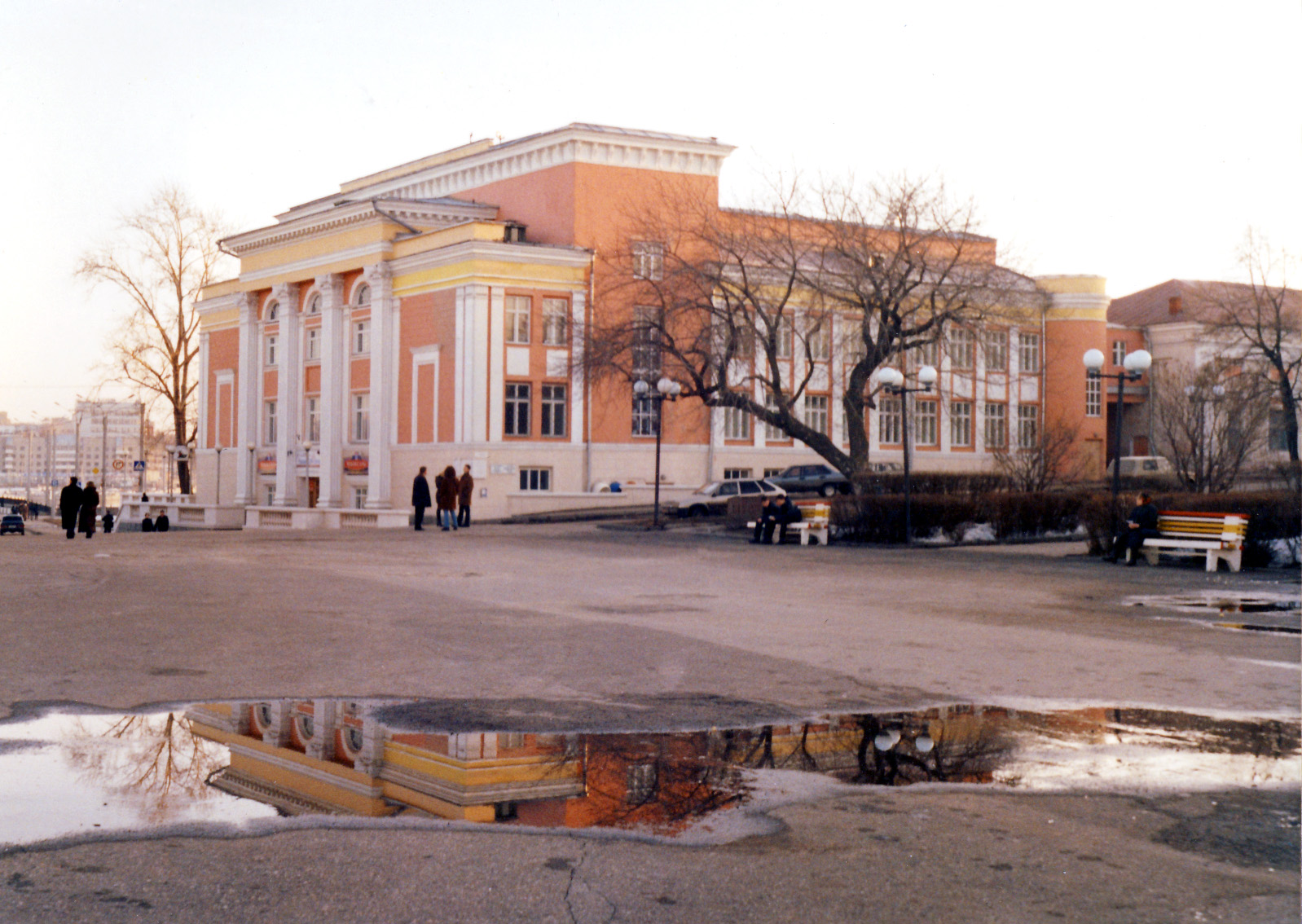
Trung tâm triển lãm Chuvashia-EXPO
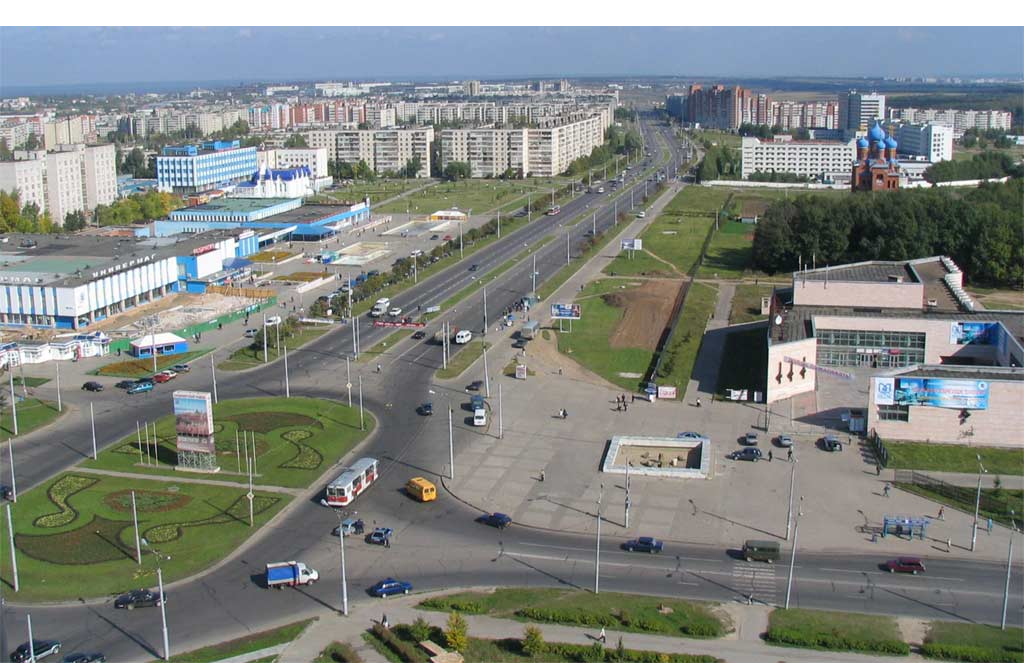
Novoyuzhny, một khu vực thuộc Cheboksary
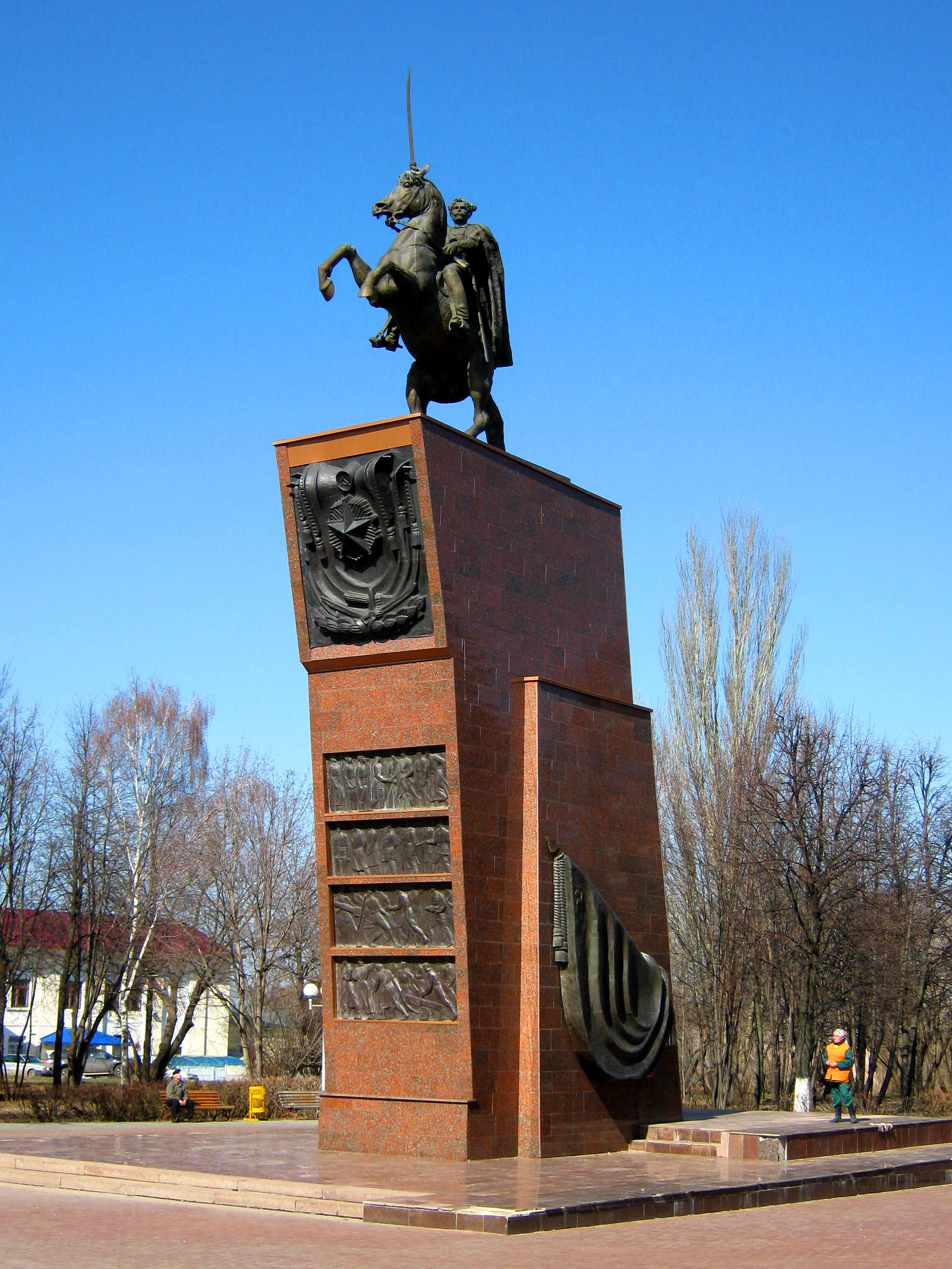
Tượng đài Vasily Chapaev
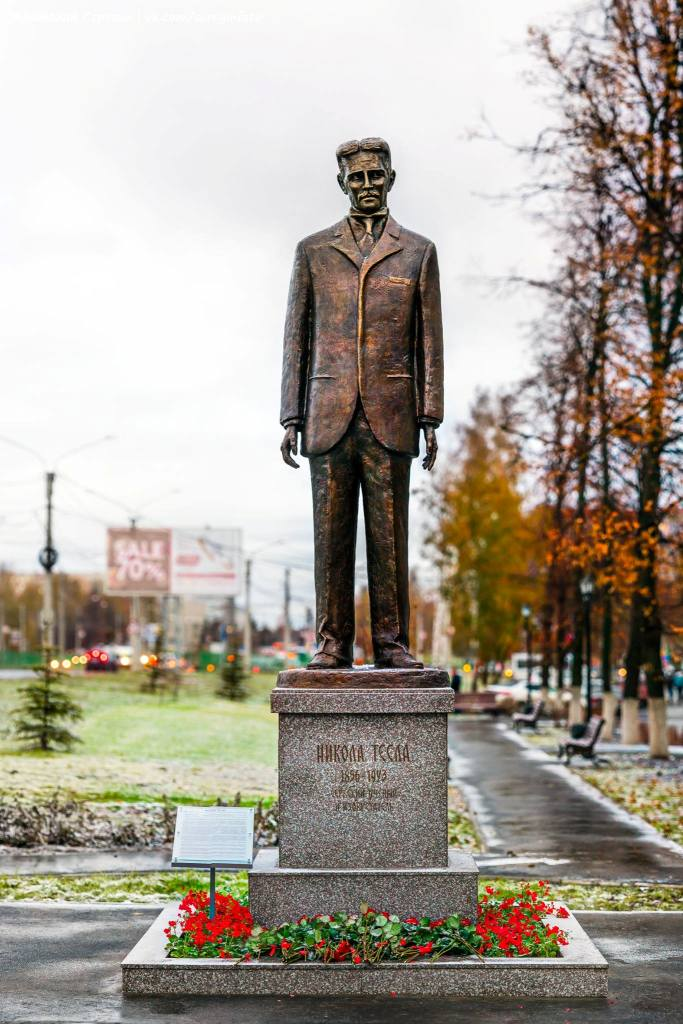
Đài tưởng niệm nhà phát minh người Mỹ gốc Serbia Nikola Tesla

## Liên kết
- Map of Cheboksary and environs Lưu trữ ngày 4 tháng 4 năm 2006 tại Wayback Machine
- Photos from Cheboksary
- Blog and Fotos of Cheboksary[liên kết hỏng]